# Ludwig von Pergen

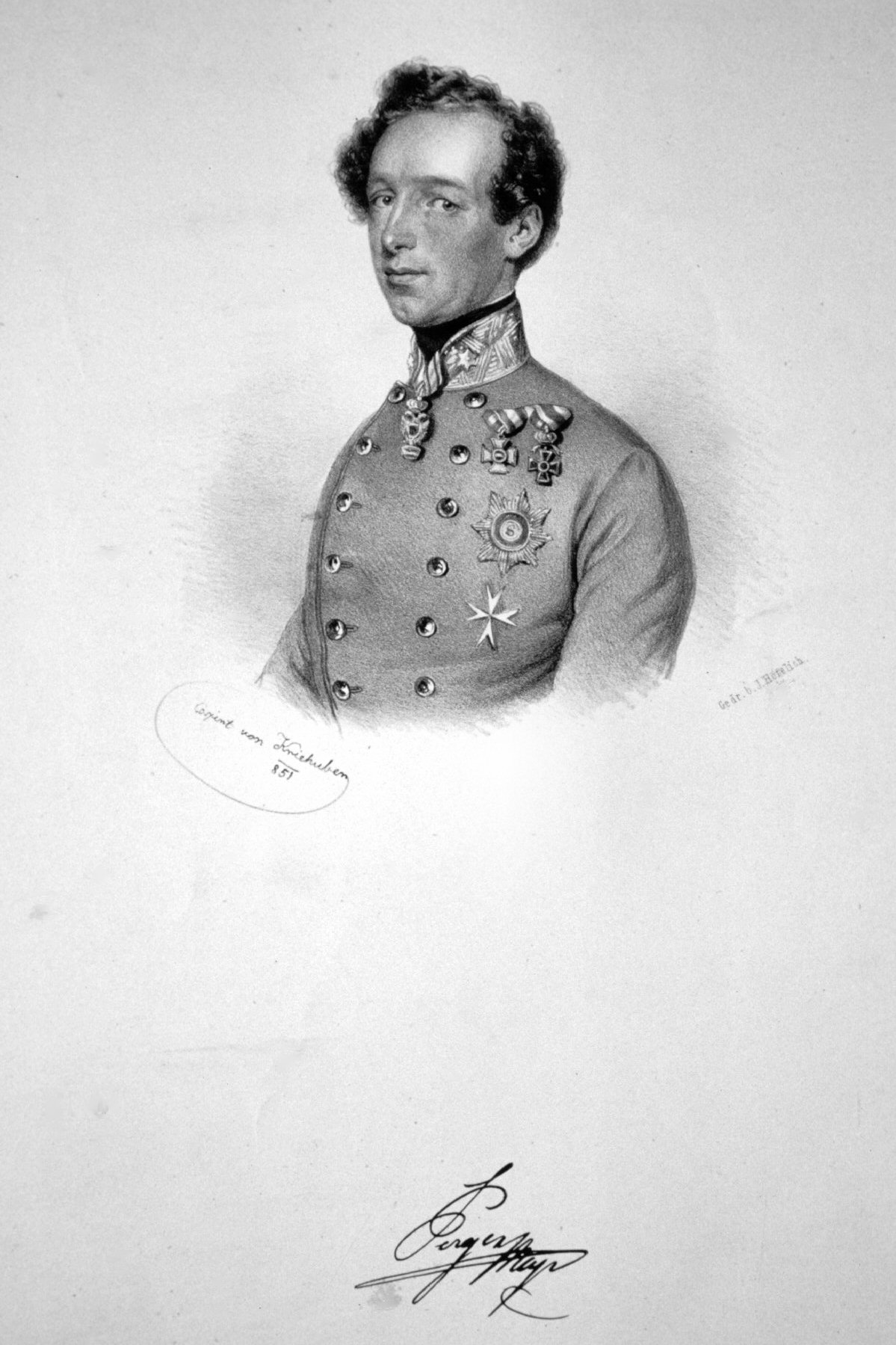
Ludwig Graf von Pergen, Lithographie von Josef Kriehuber, 1851

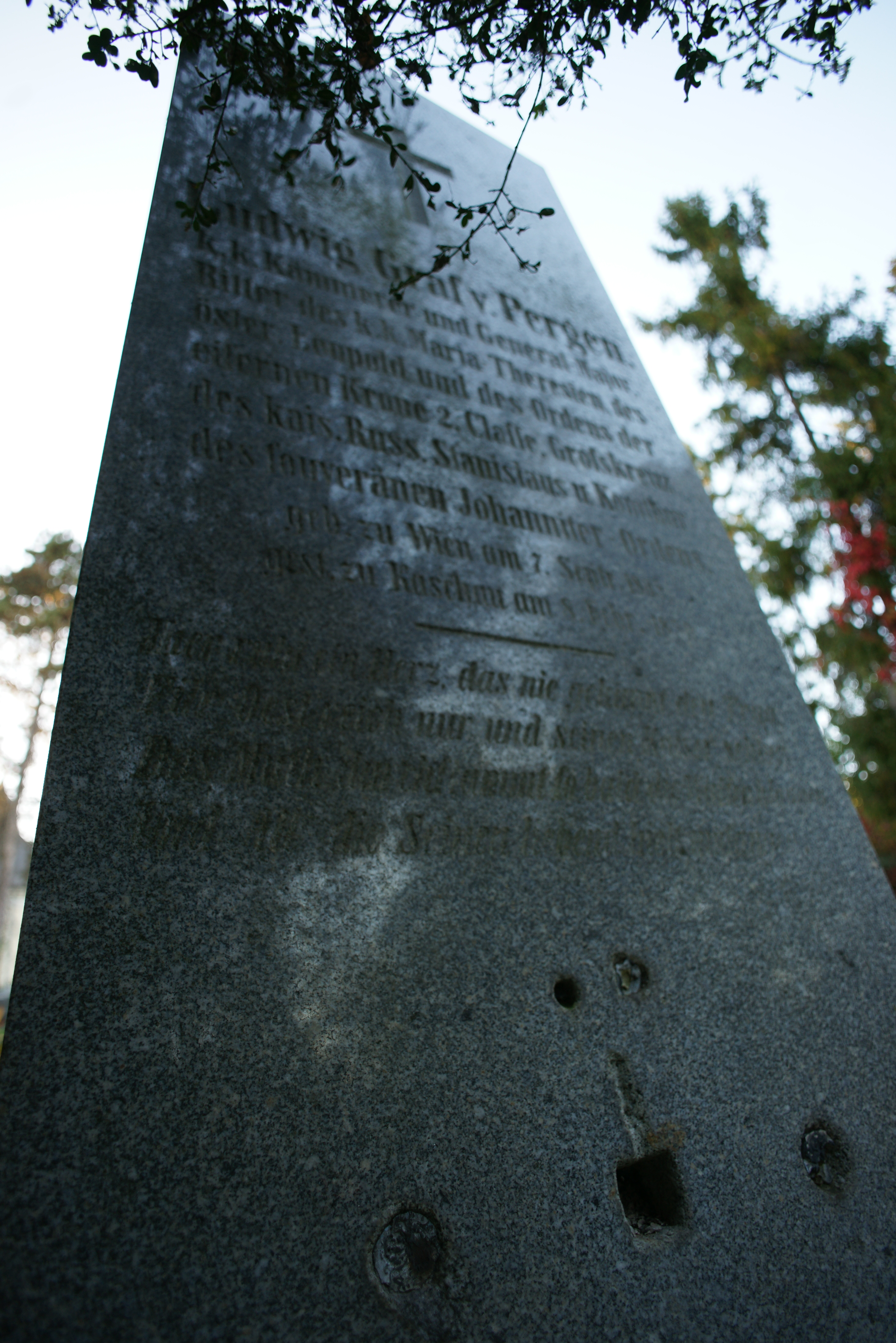
Ludwig von Pergens Grab

Karl Ludwig Graf von Pergen (* 7. September 1805 in Wien; † 8. Februar 1850 in Kaschau) war ein k. k. Kämmerer, Generalmajor und Ritter des Militär-Maria-Theresien-Ordens.

## Herkunft
Ludwig entstammte der Linie Thomasberg (2. Linie) des altadeligen Geschlechts der Grafen (1699) von Pergen. Er war ein Enkel des Diplomaten und Staatsmanns Johann Anton (1725–1814) und Sohn des Grafen Joseph (* 8. Juli 1766; † 3. Mai 1830) aus dessen Ehe mit Maria Theresia Gräfin von Cavriani (* 1779).
Der Graf blieb unvermählt. Sein älterer Bruder, Majoratsherr und Oberst-Erbland-Münzmeister Johann Anton (* 7. Februar 1804; † 16. Februar 1873), verheiratet mit Philippina, Prinzessin Batthyány-Strattmann (* 2. Oktober 1805; † 26. Juni 1884) pflanzte die Linie Thomasberg fort.
Er war auch ein Vetter des Feldmarschallleutnants Johann Anton (* 17. Dezember 1799; † 12. April 1860).

## Biographie

### Frühe Jahre

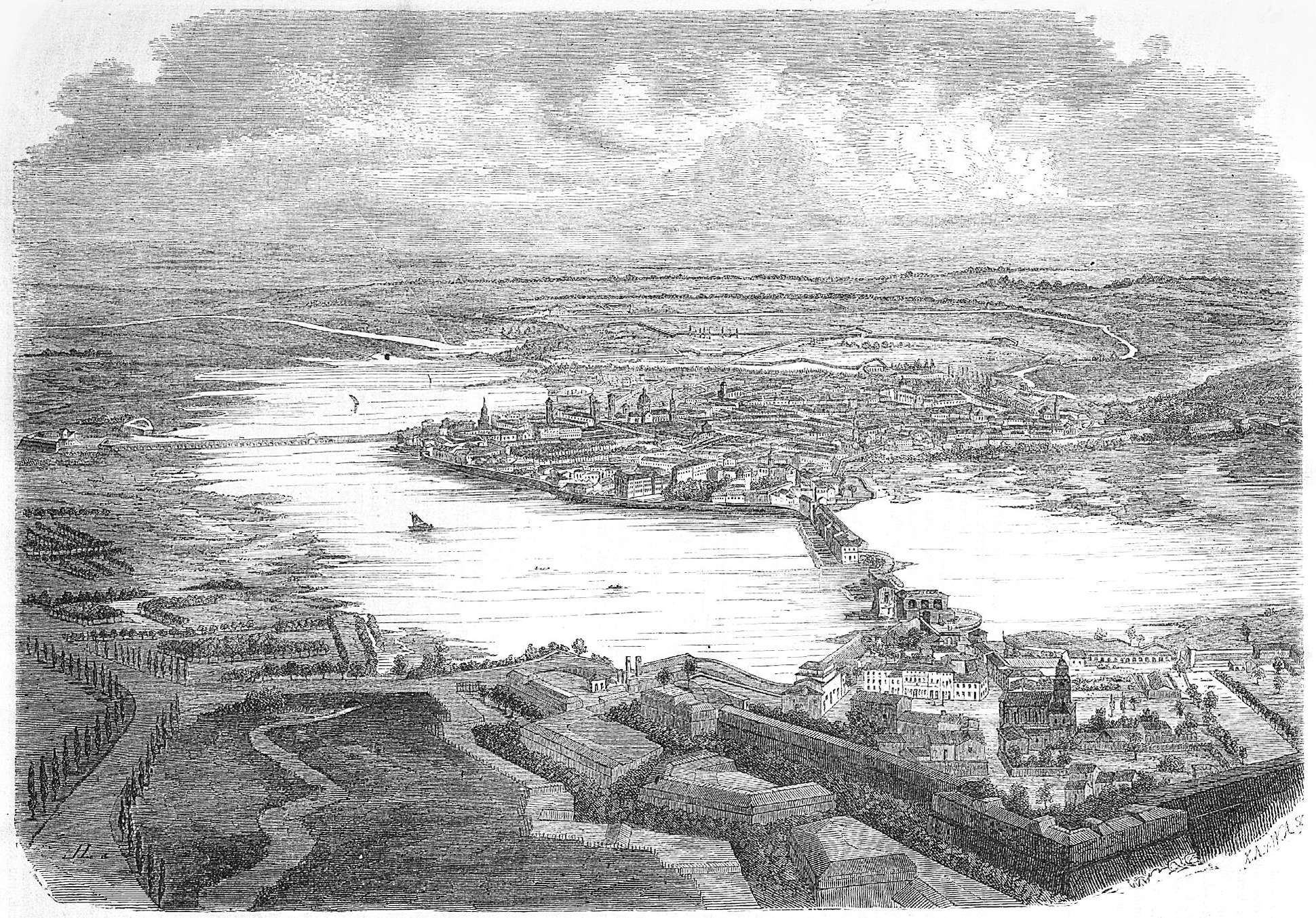
Mantua, Mitte 19. Jhdt.

Pergen erhielt an der Theresianischen Militärakademie in der Wiener Neustadt seine militärische Ausbildung, trat aus derselben im Oktober 1824 als Leutnant in das 3. Jägerbataillon, sodann 1828 Oberleutnant im Leiningen Infanterieregiment Nr. 31 in Hermannstadt, aus welchem er im März 1831 als Hauptmann zum Infanterieregiment Haugwitz Nr. 38 übersetzt wurde. In diesem Regimente rückte er stufenweise vor: Nach Ernennung zum k. k. Kämmerer 1837, Major am 10. März 1840, wobei er das damals vakante Grenadierbataillon Hübsch erhielt, und nachdem er 1843 Komtur des Johanniterordens geworden war, Anfang 1844 Oberstleutnant.

### Die Kriegsjahre 1848 und 1849
Pergen wurde am 16. Jänner 1846 zum Oberst und Kommandanten des Infanterieregiments Nr. 38 befördert. In den Jahren 1848 und 1849 gab er mehrfache Beweise seiner vorbildlichen soldatischen Gesinnung.
Sein Regiment befand sich im März des Jahres 1848, bei Beginn der italienischen Revolution, als Besatzung in der Festung Mantua unter Führung des Kavalleriegenerals Karl Gorzkowski von Gorzkow. Weil ein italienisches Regiment, hielt sich der Oberst mit sämtlichen Offizieren während dieser Periode Nacht um Nacht in den Kasernen auf. Er musste gemeinsame Patrouillen mit der neu installierte „Guardia civica“ akzeptieren. Doch als letztere mit Teilen der Bevölkerung begann, Barrikaden zu errichten, stellte sich Pergen an die Spitze einer Schwadron und verhinderte das Vorhaben. Weiters gelang ihm mit Mühe und taktischem Geschick, sein Regiment, trotz massiver Propaganda der Agitationspartei, vom Abfall zu hindern und die Festung bis zum Eintreffen von Verstärkung zu halten. Der Graf wurde daraufhin für seine Umsicht und Entschlossenheit mit dem Ritterkreuz des Österreichisch-kaiserlichen Leopold-Ordens ausgezeichnet.

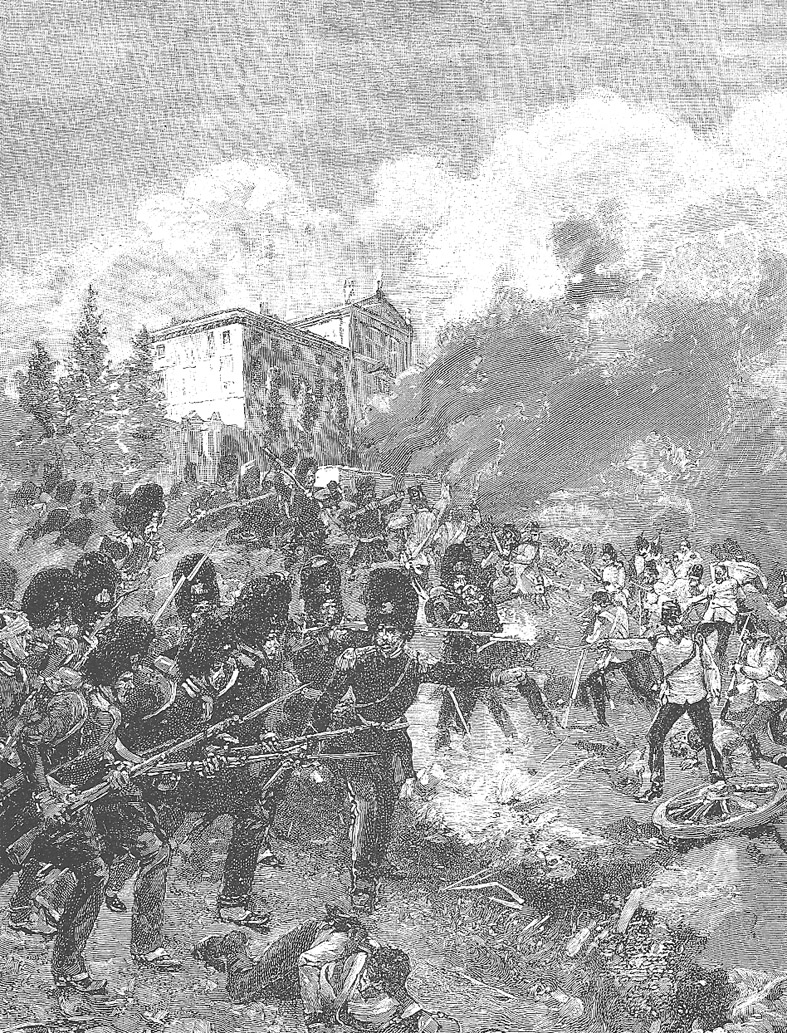
Schlacht bei Custozza 1848

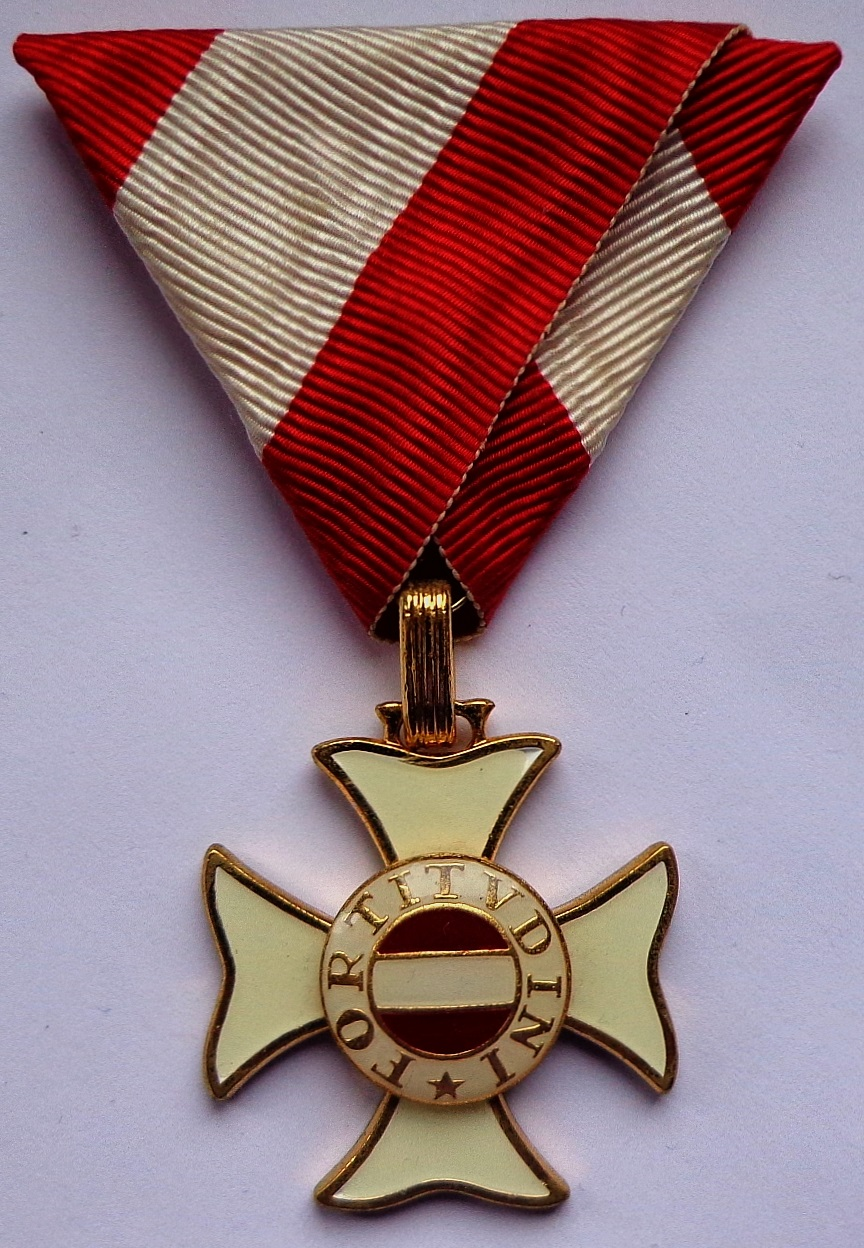
Ritterkreuz des Militär-Maria-Theresien-Ordens

Bald darauf kam Pergen mit seinem Regiment in die Division des Generals Joseph Maria Karl Gotthardt Graf von Schaffgotsche und zum eigentlichen Kriegsschauplatz. Er wurde am 30. April des Jahres bei Bussolengo verwundet, nahm aber trotz seiner Verletzung am Angriff auf Vicenza teil, wo ihm ein Pferd unter dem Leibe weggeschossen wurde. Beim Vorrücken der Armee auf Sona und Sommacampagna befehligte er die Brigade des erkrankten Generalmajors Samuel Graf von Gyulay. Am 23. Juli stieß die Brigade bei Tagesanbruch auf ihrem Marsch gegen Sona auf den gut gerüsteten Feind. Nach vorgenommener Rekognoszierung traf der Offizier seine Dispositionen so gut, dass es gelang, das Zentrum der feindlichen Stellung zu durchbrechen und die Höhen einzunehmen. Auch tat sich Pergen danach in der Schlacht bei Custozza und den folgenden Gefechten bis zur Wiedereinnahme Mailands und am 4. August bei Vigentino und Nosedo, heute Ortsteile der Stadt, hervor. Daselbst zeichnete sich sein Regiment so sehr aus, dass der Korpskommandant Feldmarschalleutnant Baron d’Aspre von demselben eigenhändig schrieb: „Ich konnte diese Truppe nicht anders als mit dem Namen unserer tapferen und verwegenen treuen Garde qualifizieren. In dem letzten Gefechte unter den Mauern Mailands war ich nicht im Stande, sie aus dem Feuer zu ziehen, die Nacht allein war es“. Der Graf wurde für sein ausgezeichnetes Verhalten auf Antrag des Ordenskapitels mit dem Ritterkreuz des Maria Theresien-Ordens ausgezeichnet. (153. Promotion vom 29. Juli 1849).
Nachdem er am 18. April 1849 zum Generalmajor befördert worden war, kam er als Brigadier nach Siebenbürgen und zeichnete sich bei Illyefalva, am 23. Juli 1849, so aus, dass er für sein tapferes Verhalten mit dem Orden der Eisernen Krone II. Klasse dekoriert wurde. Im gleichen Jahr erhielt er auch den kaiserlich russischen St.-Stanislaus-Orden I. Klasse.
Seine glänzende militärische Karriere endete jäh, als er nach kurzem Krankenlager erst 45-jährig unerwartet verstarb.

## Wappen

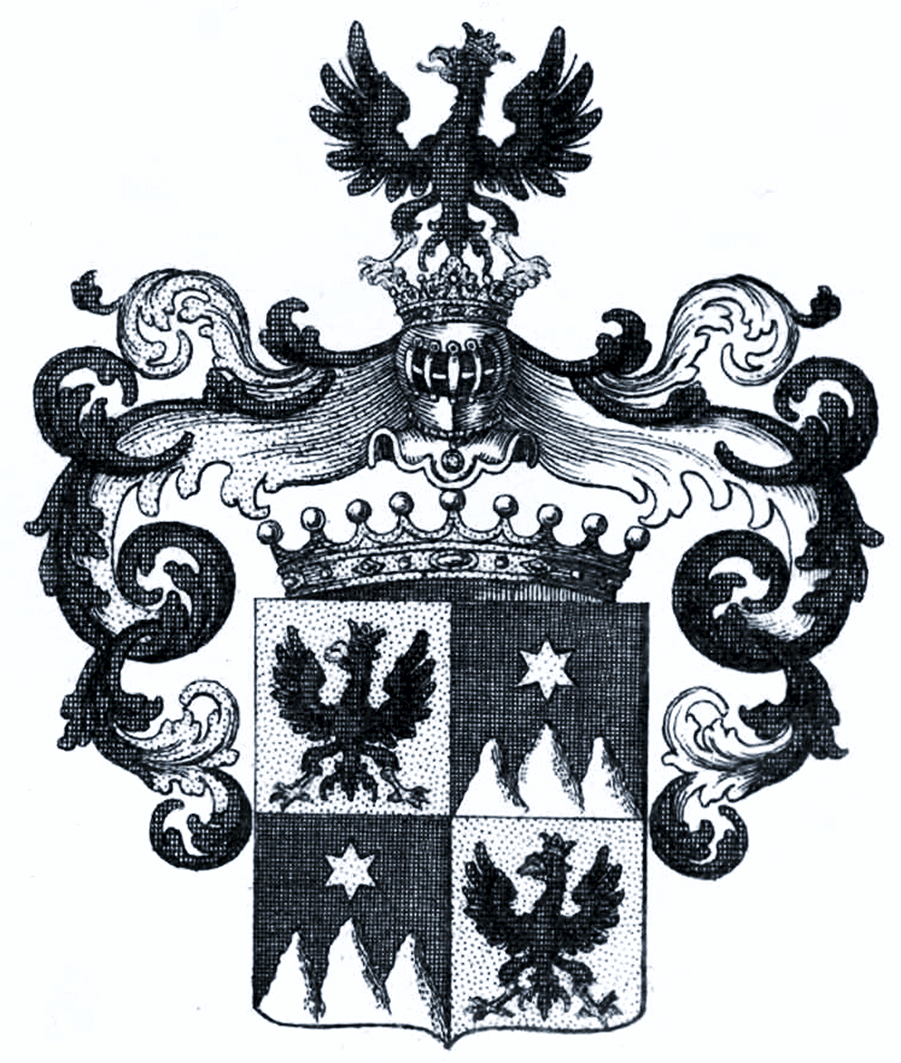
Wappen der Grafen von Pergen

1699: Quadrierter Schild. 1. und 4. in Gold ein ausgebreiteter schwarzer goldgekrönter Adler. 2. und 3. in Schwarz ein goldener sechsstrahliger Stern über einem dreispießigen silbernen Berge. Auf dem Schilde ruht die Grafenkrone, auf welcher sich ein ins Visier gestellter gekrönter Turnierhelm erhebt. Die Krone des Helms trägt den silbernen Dreiberg von 2 und 3, auf welchem der gekrönte schwarze Adler von 1 und 4 steht. Die Helmdecken sind beiderseits schwarz, rechts mit Gold, links mit Silber unterlegt.
Später wurden Schildhalter hinzugefügt: Es sind zwei bärtige wilde Männer mit Laub um Kopf und Lenden, jeder hält zur Bezeichnung des obersten Münzmeisteramtes ein mit goldenen Fransen und Quasten reich verziertes Panier, mit einer goldenen Münze auf blauem Grunde belegt.